# Euneura stomaphidis
Euneura stomaphidis är en stekelart som beskrevs av Kamijo och Hajimu Takada 1983. Euneura stomaphidis ingår i släktet Euneura och familjen puppglanssteklar. Inga underarter finns listade i Catalogue of Life.